# Prodasineura longjingensis
Prodasineura longjingensis – gatunek ważki z rodziny pióronogowatych (Platycnemididae). Znany tylko z okazów typowych odłowionych w Hangzhou w prowincji Zhejiang we wschodnich Chinach.